# Meguerditch Béchiktachlian
Pour les articles homonymes, voir Béchiktachlian.
Meguerditch Béchiktachlian (ou Bechiktachlian, ou Besiktasliyan ; en arménien : Մկրտիչ Պեշիկթաշլեան), né le 18 août 1828 à Constantinople et mort le 29 novembre 1868 dans cette même ville, est un poète et dramaturge arménien considéré comme l'un des principaux représentants du mouvement romantique dans la littérature arménienne.